# Epictia tricolor
Epictia tricolor is een slang uit de familie draadwormslangen (Leptotyphlopidae) en de onderfamilie Epictinae.

## Naam en indeling
De wetenschappelijke naam van de soort werd voor het eerst voorgesteld door Braulio Rubí Orejas-Miranda en George Robert Zug in 1974. Oorspronkelijk werd de wetenschappelijke naam Leptotyphlops tricolor gebruikt. Tot 2009 werd de slang aan het geslacht Leptotyphlops toegekend zodat deze naam nog wordt gebruikt in de literatuur.
De soortaanduiding tricolor betekent vrij vertaald 'driekleurig'; tri = drie en color = kleur.

## Uiterlijke kenmerken
Het holotype is mannelijk, 295 mm lang met een brede rode streep op de rug en zwarte en lichtgele langsstrepen. De buikzijde is zwart.

## Levenswijze
De vrouwtjes zetten eieren af.

## Verspreiding en habitat
De soort komt voor in delen van Zuid-Amerika en leeft endemisch in Peru. Hier is de slang alleen bekend in de regio's Cajamarca en Áncash. De habitat bestaat uit vochtige tropische en subtropische bergbossen en hoog gelegen graslanden. De soort is aangetroffen op een hoogte van ongeveer 2700 tot 3300 meter boven zeeniveau.

## Beschermingsstatus
Door de internationale natuurbeschermingsorganisatie IUCN is de beschermingsstatus 'veilig' toegewezen (Least Concern of LC).